# Аммочино
Аммочино — деревня в Пестовском муниципальном районе Новгородской области. Входит в состав Охонского сельского поселения. По всероссийской переписи населения 2010 года население деревни — 9 человек (5 мужчин и 4 женщины).
Площадь территории деревни — 18,4 га. Аммочино находится на правобережье Меглинки, в 2 км к северу от Пальцева и автодороги Р8 (Боровичи — Пестово).

## История
В списке населённых мест Устюженского уезда Новгородской губернии за 1909 год указана деревня Амочино, как относящееся к Барсанихской волости (2-го стана, 4-го земельного участка). Население деревни Амочино, что была тогда на земле Пальцевского сельского общества — 124 жителя: мужчин — 61, женщин — 63, число жилых строений в деревне — 36; тогда в деревне была часовня и имелся хлебозапасный магазин. Затем, с 10 июня 1918 года до 31 июля 1927 года, деревня в составе Устюженского уезда Череповецкой губернии, затем в составе Пестовского района Череповецкого округа Ленинградской области. С ноября 1928 года в результате укрупнения сельсоветов Пестовского района деревня стала относится к новообразованному Барсанихскому сельсовету. По постановлению ЦИК и СНК СССР от 23 июля 1930 года Череповецкий округ был упразднён, а район перешёл в прямое подчинение Леноблисполкому. По Указу Президиума Верховного Совета СССР от 5 июля 1944 года Пестовский район был передан из Ленинградской области во вновь образованную Новгородскую область. Во время неудавшейся всесоюзной реформы по делению на сельские и промышленные районы и парторганизации, в соответствии с решениями ноябрьского (1962 года) пленума ЦК КПСС «о перестройке партийного руководства народным хозяйством» с 10 декабря 1962 года был образован, в числе прочих, крупный Пестовский сельский район на территории Дрегельского, Пестовского и Хвойнинского районов. сельсовет и деревня вошли в состав этого района, а 1 февраля 1963 года административный Пестовский район в числе прочих был упразднён. Пленум ЦК КПСС, состоявшийся 16 ноября 1964 года восстановил прежний принцип партийного руководства народным хозяйством, после чего Указом Верховного Совета РСФСР от 12 января 1965 года сельские районы были преобразованы вновь в административные районы и решением Новгородского облисполкома № 6 от 14 января 1965 года деревня вновь в составе Пестовского района. К 1991 году деревня в составе Почугинского сельсовета.
С принятием закона от 6 июля 1991 года «О местном самоуправлении в РСФСР» была образована Администрация Почугинского сельсовета (Почугинская сельская администрация), затем Указом Президента РФ № 1617 от 9 октября 1993 года «О реформе представительных органов власти и органов местного самоуправления в Российской Федерации» деятельность Почугинского сельского Совета была досрочно прекращена, а его полномочия переданы Администрации Почугинского сельсовета. По результатам муниципальной реформы, с 2005 года деревня входит в состав муниципального образования — Охонское сельское поселение Пестовского муниципального района (местное самоуправление), по административно-территориальному устройству подчинена администрации Охонского сельского поселения Пестовского района. В 2012 году Новгородская областная дума (постановлением № 50-5 ОД от 25.01.2012) постановила уведомить Правительство Российской Федерации об упразднении в числе прочих Почугинского сельсовета Пестовского района.